# Onze-Lieve-Vrouwekerk (Daknam)
De Onze-Lieve-Vrouwekerk is de parochiekerk van de tot de Oost-Vlaamse gemeente Lokeren behorende plaats Daknam, gelegen aan Daknam-dorp 16.

## Geschiedenis
Een document van 1156 bevestigt het patronaatsrecht van de Sint-Baafsabdij over de parochiekerk. Er zou uiteindelijk sprake zijn van een eenbeukige kruiskerk met achtkante vieringtoren. In de 15e eeuw werd een zuidbeuk, een zuidelijk zijkoor en een nieuwe transeptarm gebouwd. Ook werd het hoofdkoor verlengd en werd de toren verhoogd en van gotische galmgaten voorzien.
In 1891 werd de kerk gerestaureerd onder leiding van Hendrik Geirnaert.

## Gebouw
Het betreft een tweebeukige kruiskerk met vieringtoren met achtkante klokkenverdieping. Het romaanse deel is in Doornikse kalksteen, de klokkenverdieping is in zandsteen en het overige deel van de kerk is in baksteen uitgevoerd. Vooral in de noordgevel zijn nog enkele romaanse delen te vinden.

## Interieur
Het schip wordt overkluisd door een houten tongewelf. De kerk bezit een houten bas-reliëf, voorstellende het vagevuur. Het meeste kerkmeubilair is in barokstijl en dateert van de 17e eeuw, zoals de communiebank, de altaren, de lambrisering het koorgestoelte en de preekstoel van 1638. Van 1723 is de biechtstoel in de zuidbeuk.

## Galerij

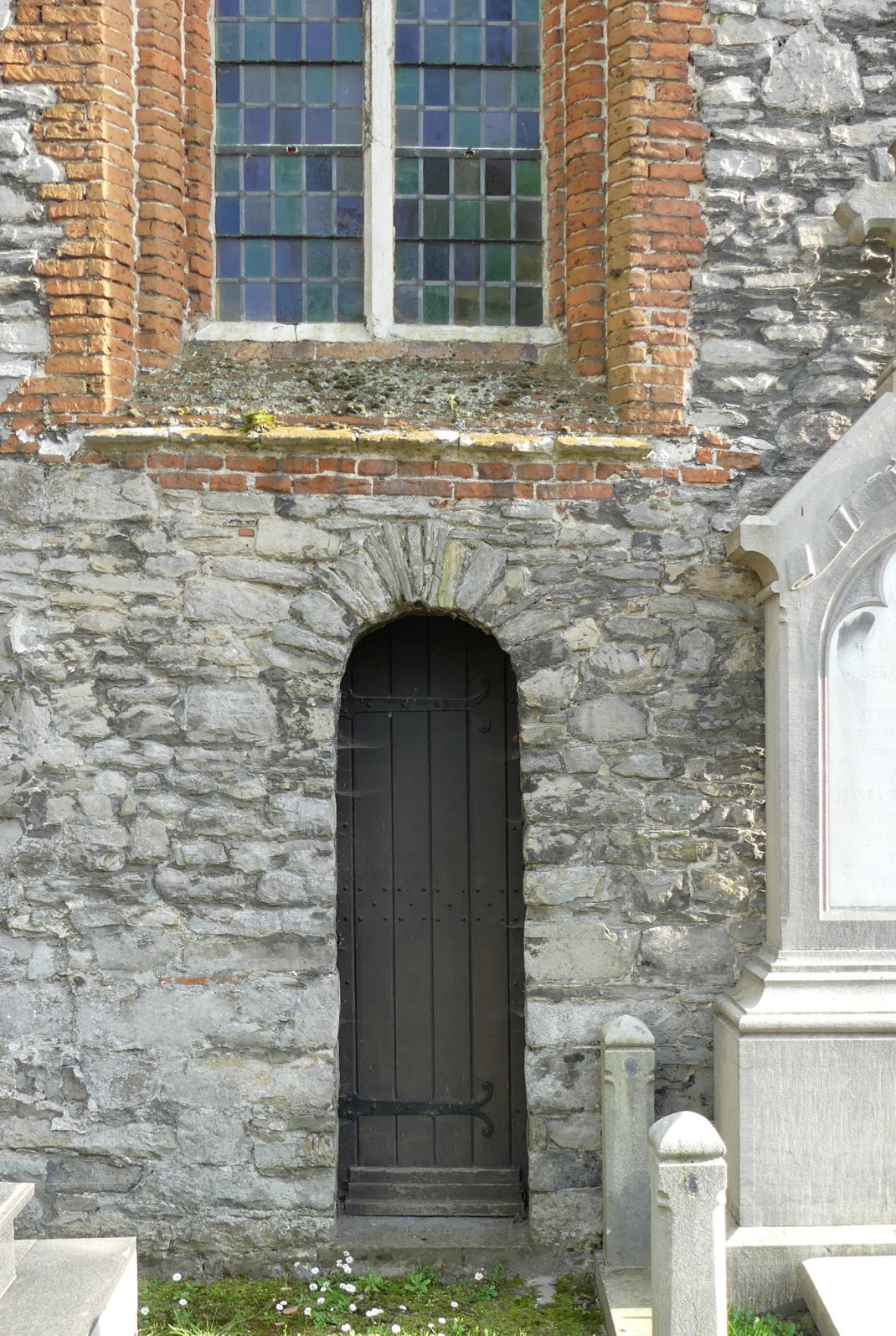
poortje zijgevel
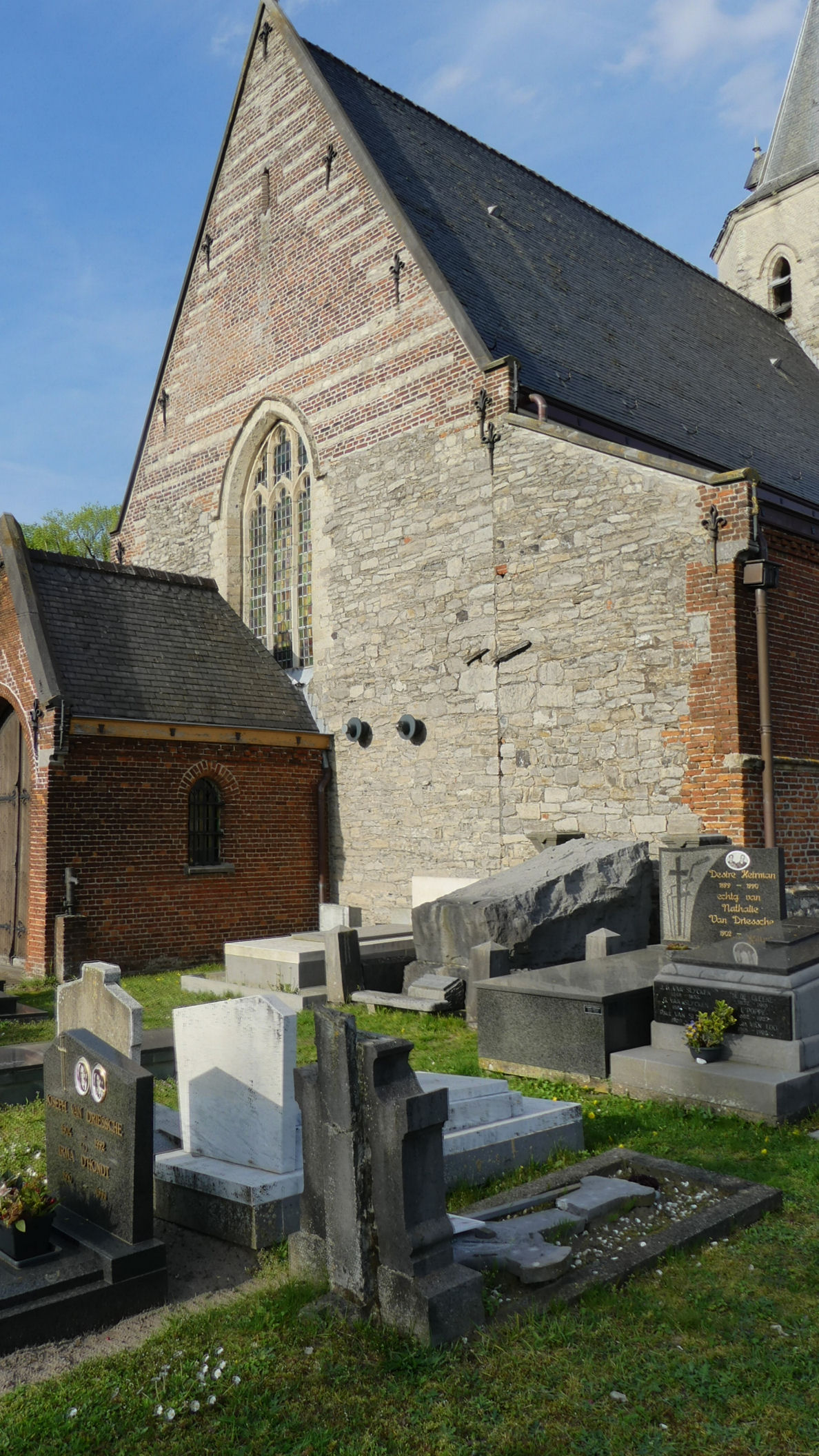
Voorgevel
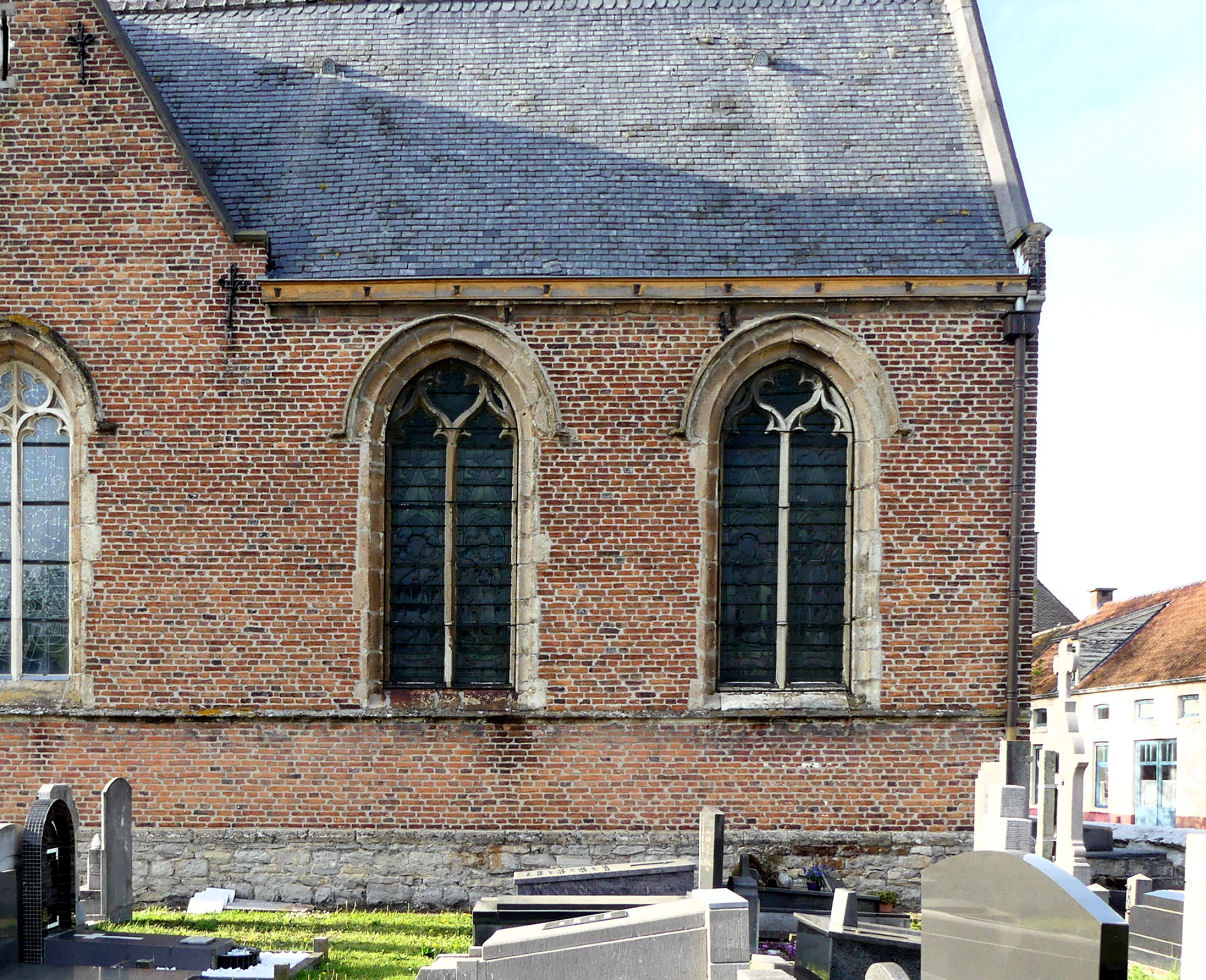
koorzijde
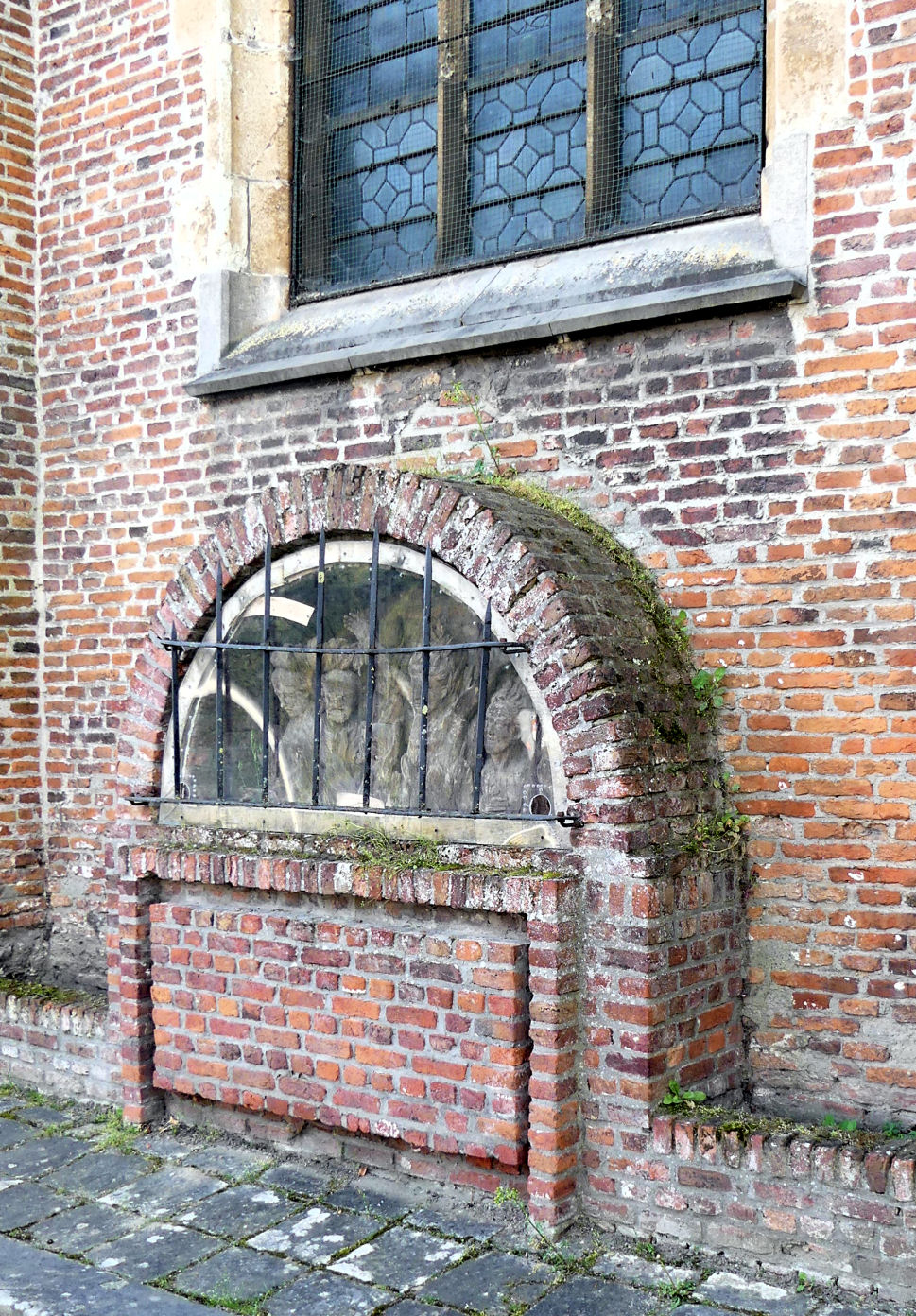
Vagevuur